# Sayula (Jalisco)
Sayula es una localidad del estado mexicano de Jalisco. Es la cabecera del municipio de Sayula.

## Demografía
| Gráfica de evolución demográfica |
|                                  |

| Censo | Población |
| ----- | --------- |
| 1900  | 7 888     |
| 1910  | 7 714     |
| 1921  | 8 138     |
| 1930  | 8 634     |
| 1940  | 9 340     |
| 1950  | 10 090    |
| 1960  | 11 616    |
| 1970  | 14 339    |
| 1980  | 17 809    |
| 1990  | 21 575    |
| 2000  | 24 051    |
| 2010  | 26 789    |
| 2020  | 28 145    |